# Monestir de La Rábida
El monestir de Santa Maria de La Rábida, comunament anomenat monestir de La Rábida (en castellà, monasterio de La Rábida) és un monestir franciscà situat al terme municipal de Palos de la Frontera, a la província de Huelva.
Erigit durant els segles xiv-xv, hi destaquen pel seu interès artístic l'església d'estil gòticmudèjar, i també les estances decorades amb frescos de Daniel Vázquez Díaz, el claustre i el museu, on es conserven nombrosos objectes commemoratius del descobriment d'Amèrica, i una escultura de l'advocació mariana sota la qual es troba el convent, Nostra Senyora dels Miracles (Nuestra Señora de los Milagros) o Santa Maria de La Rábida, imatge d'estil gòtic del segle xiii aproximadament esculpida en alabastre.
El monestir té dos mil metres quadrats d'extensió i és de planta irregular. Al llarg dels més de cinc-cents anys de la seva història, ha passat per diverses modificacions, sobretot arran del terratrèmol de Lisboa de 1755. S'hi va allotjar Cristòfor Colom anys abans de partir cap al Nou Món, quan encara preparava el seu projecte. En aquest monestir està enterrat Martín Alonso Pinzón, que va morir pocs dies després de tornar del primer viatge colombí. Així mateix, de retorn d'alguna de les seves expedicions de conquesta, van arribar a aquest cenobi franciscà Hernán Cortés, Gonzalo de Sandoval i Francisco Pizarro. Per aquestes raons forma part destacada de l'itinerari històric artístic conegut com els Lugares Colombinos.
Fou declarat Monument Nacional d'Espanya el 1856. Va merèixer, a més, la declaració de Primer Monument Històric dels Pobles Hispànics el 1949. El 28 de febrer de 1992 li va ser atorgada la Medalla d'Or d'Andalusia per part de la Junta. En la declaració de la IX Cimera Iberoamericana de caps d'estat i presidents de govern a l'Havana, es va reconèixer La Rábida com a lloc de trobada de la comunitat iberoamericana de nacions.
Aquest monestir ha mantingut sempre forts vincles amb els pobles iberoamericans.

## Història

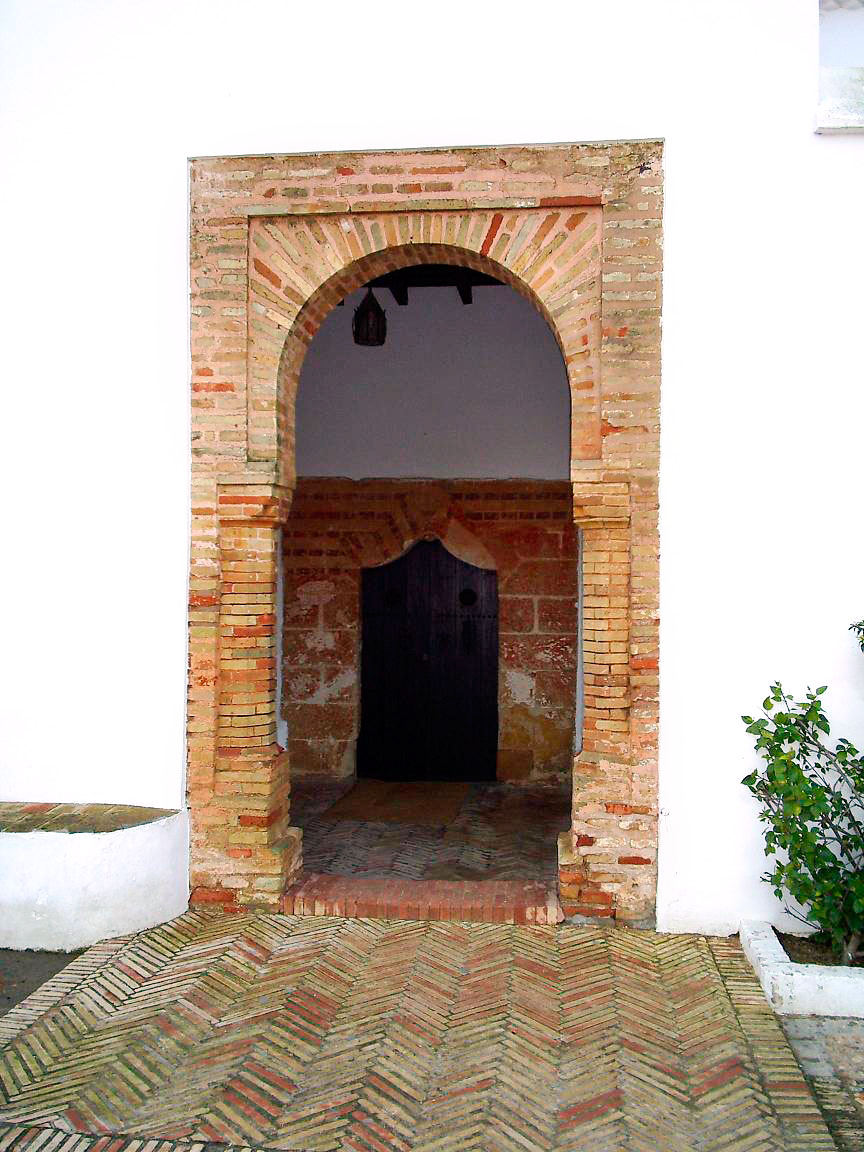
Porta per on la tradició indica que va passar Colom. El seu arc de mig punt peraltat dona accés a un petit vestíbul des d'on s'accedeix al monestir a través d'una porta gòtica de cadiratge de pedra amb un arc conopial.

### Els orígens: fundació, tradició i realitat
El monestir s'eleva sobre un turó que domina la confluència dels rius Tinto i Odiel, conegut des d'antic com a Peña de Saturno.
Sobre els orígens de La Rábida hi ha una sèrie de llegendes recollides en un antic còdex de fra Felipe de Santiago en les quals se li atribueix uns orígens llegendaris. Segons aquestes llegendes, en temps dels fenicis hauria existit un altar dedicat al seu déu Baal (posteriorment equiparat amb Hèrcules), i més tard els romans haurien elegit aquest mateix lloc per venerar-hi llur deessa Prosèrpina. Els àrabs hi aixecarien un petit monestir amb monjos cavallers com els dels ordes cristians. Aquesta mena de monestir musulmà solia ser a la costa fronterera i prenia el nom de ràbida o ràpita (de l'àrab رباط ribat), d'on li vindria la denominació. Els ascetes musulmans es perfeccionaven espiritualment mentre defensaven el lloc fronterer. Al segle xiii, després de la conquesta cristiana, pertanyeria ja als cavallers templers, sota l'advocació de Nostra Senyora dels Miracles (Nuestra Señora de los Milagros). Aquesta mateixa tradició explica que el mateix sant Francesc d'Assís va arribar a aquest lloc en companyia de dotze deixebles per fundar un petit i humil monestir franciscà.
El religiós fra Francisco de Gonzaga, historiador de l'orde franciscà (segle xvi), va fixar l'origen de la fundació de La Rábida l'any 1261. Tanmateix, documentalment, la carta fundacional del convent és una butlla del Papa Benet XIII, que data del 7 de desembre de 1412, i que concedeix a fra Juan Rodríguez i els seus companys religiosos, habitants de l'ermitatge de Santa Maria de La Rábida des de 1403, el permís pontifici per establir-se en comunitat.
Atès l'enclavament que ocupava, el lloc va ser des del principi un refugi o fortalesa per defensar-se dels atacs freqüents dels pirates que rondaven la costa. El papa Eugeni IV va atorgar una butlla d'indulgències a tothom que ajudés en aquest lloc els viatgers necessitats. Gran part dels edificis conventuals van ser construïts en aquells anys, a la primeria del segle xv. Els nobles de la comarca i els veïns de l'indret hi van ajudar i col·laborar en gran manera.

### Descobriment i evangelització d'Amèrica
El monestir va cobrar una gran importància en la història a partir de l'arribada de Cristòfor Colom, que va trobar refugi i atenció entre els frares de La Rábida.
El 1485 Colom s'hi va allotjar per primera vegada i va rebre suport per la seva empresa descobridora. Entre els religiosos d'aquest convent va trobar ajut tant científic com espiritual. Homes com fra Juan Pérez i fra Antonio de Marchena van ser clau pels seus interessos, ja que el van ajudar en els seus contactes amb la corona i amb la marineria de la zona. Ells el van posar en contacte amb Martín Alonso Pinzón (codescobridor d'Amèrica), ric armador i líder natural de la zona, gràcies al qual va obtenir ajut econòmic i va reclutar els homes necessaris per a l'empresa.

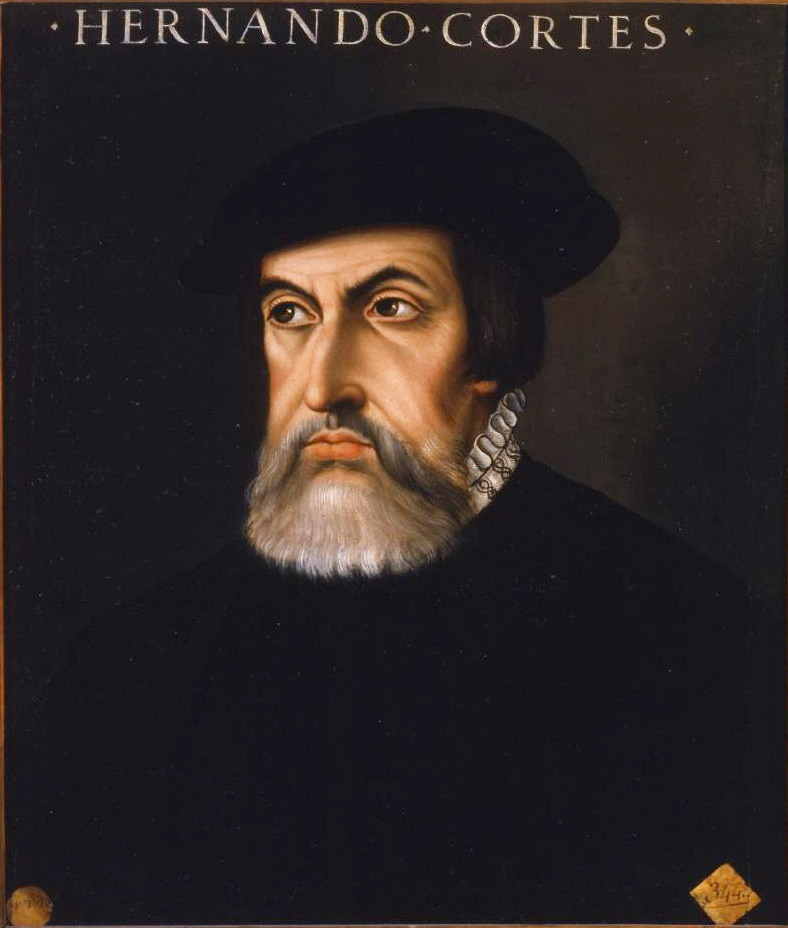
Hernán Cortés, conqueridor espanyol, va visitar La Rábida en tornar de la conquesta de Nova Espanya.

Martín Alonso Pinzón està enterrat en aquest monestir. Va arribar a la seva vila natal, després del primer viatge colombí, greument malalt. Va morir als quinze o vint dies després de tornar i va ser enterrat a l'església del monestir, als peus de la Mare de Déu dels Miracles i amb un hàbit franciscà com a sudari, segons la seva voluntat.
El maig de 1528 Hernán Cortés va arribar al port de Palos després conquerir Nova Espanya i es va allotjar al monestir. Venia acompanyat del seu amic i company Gonzalo de Sandoval, que va desembarcar greument malalt, i va morir al cap de pocs dies en una fonda de Palos on estava allotjat. Va ser enterrat al monestir, prop de l'altar de la Mare de Déu dels Miracles. Pocs dies després va arribar a Palos Francisco Pizarro, que també es va dirigir al convent, on, a part de rebre ajut espiritual, es va entrevistar amb el seu parent Hernán Cortés.
També va servir d'inspiració la vida monàstica i contemplativa d'aquest cenobi pels homes que van destruir les creences dels pobles colonitzats i evangelitzar les terres tot just colonitzades: fra Juan de Palos, fra Juan Izquierdo, i altres franciscans i religiosos de Palos de la Frontera i dels pobles veïns que van tenir especial rellevància en l'evangelització d'Amèrica.

### Història contemporània

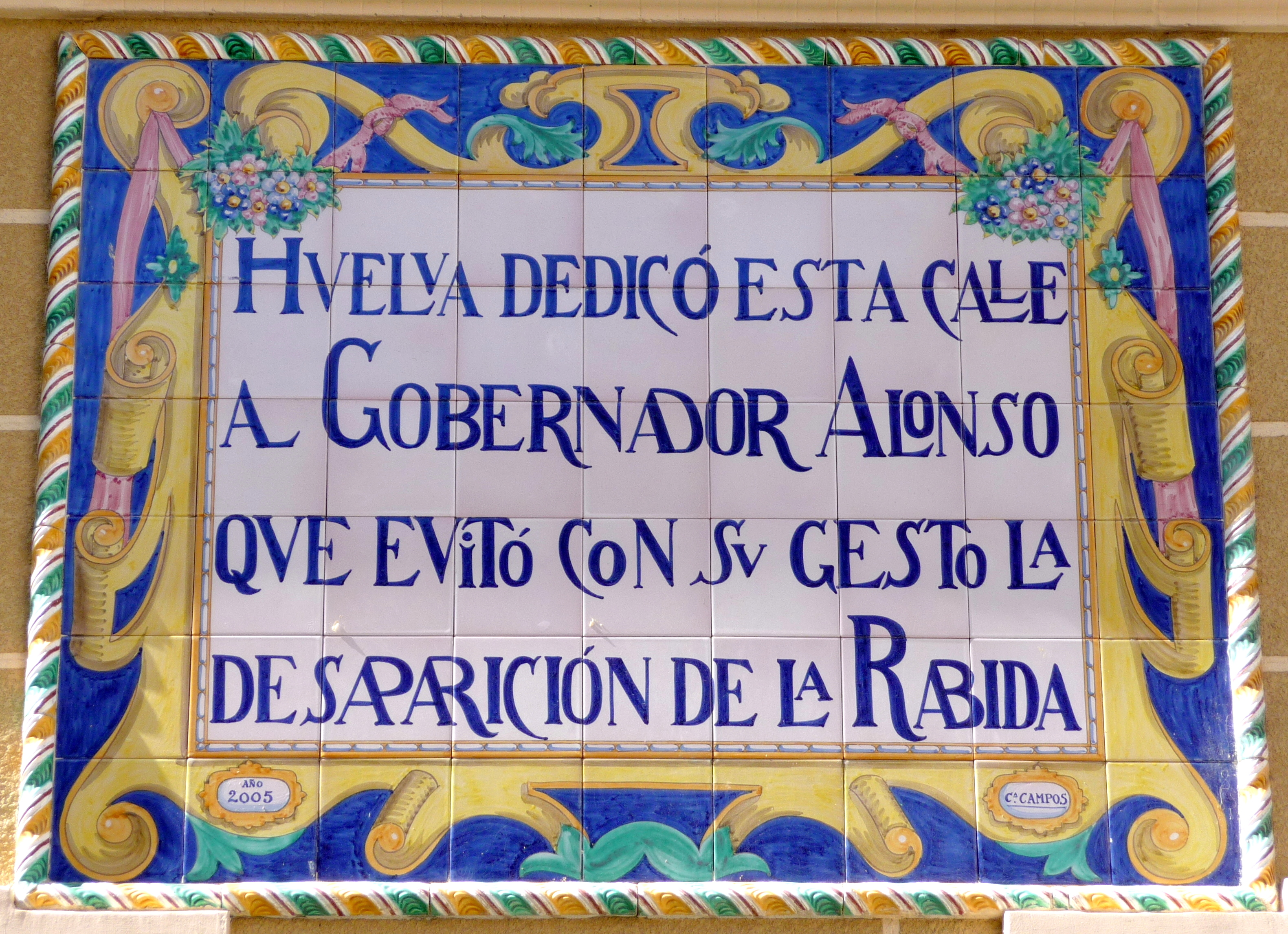
Plafó de rajoles, homenatge de la ciutat de Huelva a Mariano Alonso-Castrillo i Bayón, governador civil l'any 1882, quan es va fer l'última reforma de l'edifici.

Després de la Guerra del Francès i de la desamortització de Mendizábal, el monestir va quedar gairebé en ruïnes fins que el 1855 es va restaurar per iniciativa dels comtes de Montpensier i de la Diputació provincial. El 1882, el rei Alfons XII va visitar el monestir i va donar suport a una segona iniciativa de rehabilitació i millora a fi de commemorar anys més tard el IV Centenari del Descobriment d'Amèrica, l'organització del qual va anar a càrrec del governador civil de Huelva, Mariano Alonso-Castrillo y Bayón, tercer marquès de Casa Ximénez, del qual es pot veure un retrat a la Sala del Museu Colombí que acull el monestir. En aquesta ocasió va dirigir les obres l'arquitecte Velázquez Bosco, que va saber respectar l'ambient i l'esperit de l'edifici original.
Ja al segle xx, el monestir és testimoni del vol del Plus Ultra. Els tripulants de l'expedició es van allotjar al monestir abans de començar el raid Palos de la Frontera-Buenos Aires, van celebrar una missa davant la Mare de Déu dels Miracles, que es trobava circumstancialment a la parròquia de Palos de la Frontera, i finalment, el 22 de gener de 1926, van partir del moll de La Calzadilla de Palos; l'hidroavió es va elevar davant el convent. A la tornada dels tripulants, el rei Alfons XIII va celebrar una missa d'acció de gràcies també davant de la patrona de Palos, a l'Església de sant Jorge, per posteriorment dirigir-se al monestir de La Rábida, a celebrar els actes commemoratius per l'èxit del vol.
El 3 d'agost de 1992 es va celebrar a l'interior del monestir un Consell de Ministres del govern espanyol, presidit pel rei d'Espanya Joan Carles I.
El 14 de juny de 1993, el papa Joan Pau II va visitar el monestir amb motiu de la coronació reial i pontifícia de la imatge de Nostra Senyora dels Miracles.

#### Celebracions de la Reial Societat Colombina Onubense
La Reial Societat Colombina Onubense (Real Sociedad Colombina Onubense), nascuda el 1880, va ser creada per reivindicar el valor de tots els llocs relacionats amb la colonització d'Amèrica, motiu pel qual des de llavors ha desenvolupat diferents actes al monestir, considerat per la societat una «seu espiritual».
Durant els primers actes que s'hi van fer, i amb la col·laboració d'altres institucions públiques i privades, aquesta societat es va encarregar de fomentar les activitats del 3 d'agost a La Rábida, cercant fer del monestir l'eix de les celebracions en honor de la partida de l'expedició colombina. Així, cada any presideix els actes commemoratius de l'efemèride, participa en la cerimònia religiosa, dedica una salve a la Mare de Déu dels Miracles i oficia una cerimònia d'hissada de banderes a l'exterior. Tot això acaba amb una sessió extraordinària de la Reial Societat celebrada al pati mudèjar. Amb motiu del Dia de la Hispanitat, el 12 d'octubre, també hi organitza diversos actes de celebració.

## L'edifici
El monestir és al sud-oest del nucli urbà de Palos de la Frontera, molt a prop de l'oceà Atlàntic, damunt un petit turó, a prop de la desembocadura del riu Tinto, on aquest s'uneix amb el riu Odiel per formar la ria de Huelva.
Té una superfície de dos mil metres quadrats, és de planta irregular i el seu conjunt extern és d'estructura medieval. Al llarg dels més de cinc segles d'existència d'aquest edifici s'hi han incorporat elements nous, si bé el conjunt arquitectònic conserva els aspectes més importants de l'edifici original.

### L'església

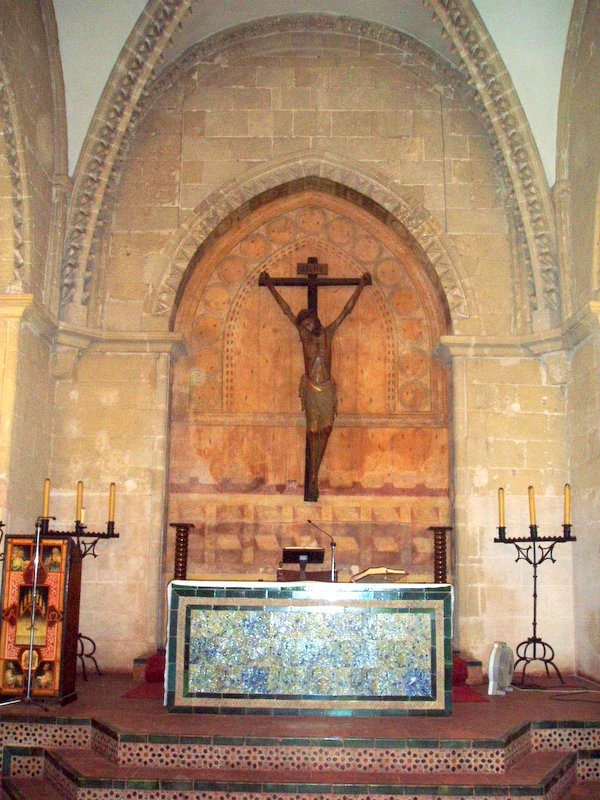
Presbiteri de l'església del monestir de La Rábida.

No se'n pot precisar amb seguretat la data de construcció. L'edifici està compost per tres parts principals: l'única nau principal, el presbiteri o capella major i la capella de Santa Maria de La Rábida - Nostra Senyora dels Miracles. Un dels elements més antics que s'hi conserven és un arc que dona entrada a una petita capella. S'hi poden veure alguns frescos originals que són peces d'art de gran valor. El sostre està cobert per un teginat de fusta policromada d'influència mudèjar, del segle xix, obra de Ricardo Velázquez Bosco, que va eliminar l'anterior volta de canó, construïda al segle xviii. Sobre les parets hi ha deu quadres del pintor Juan de Dios Fernández, del segle xviii, amb representacions de la vida de sant Francesc. Presidint l'altar major hi ha l'escultura d'un Crist, del segle xv, que en va substituir una més antiga, destruïda durant la Guerra Civil Espanyola. Al costat nord del presbiteri hi ha una porta que el comunica amb l'actual sagristia, que és de planta rectangular i està presidida per un crucificat d'Antonio León Ortega de 1962, el Cristo del Mayor Dolor. Al mur sud hi ha una petita capella dedicada a la patrona de La Rábida, la Mare de Déu dels Miracles. L'església es comunica amb el claustre de la porteria per mitjà d'uns arcs de clara influència almohade.

### El claustre

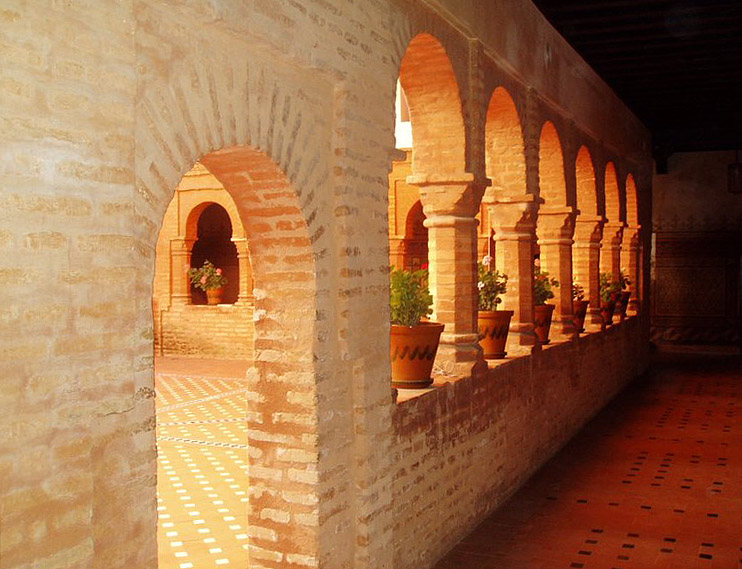
Claustre mudèjar.

D'estil mudèjar, data del segle xv i és el conjunt del monestir que millor es va conservar després del terratrèmol de Lisboa. Al segle xvii va ser ampliat amb un altre pis construït amb merlets, com a defensa contra les invasions corsàries. A les quatre galeries baixes es conserven alguns trossos de la primitiva decoració mudèjar del segle xv, pintada al fresc, que van ser completats en restauracions posteriors al sisme. Al segon pis hi ha una exposició permanent de maquetes a escala de les tres caravel·les: La Pinta, La Niña i la Santa María.
Als laterals d'aquest claustre hi ha la Sala de les Conferències i el refectori històric. La Sala de les Conferències és el lloc on la tradició indica que Colom es va trobar amb fra Juan Pérez i a on li hauria confessat els detalls i secrets del seu projecte. El refectori és una sala rectangular amb un púlpit emblanquinat per la lectura; hi ha un crucificat d'estil romànic de començament del segle xiv, a més de diverses teles d'èpoques diverses.

### La sala capitular

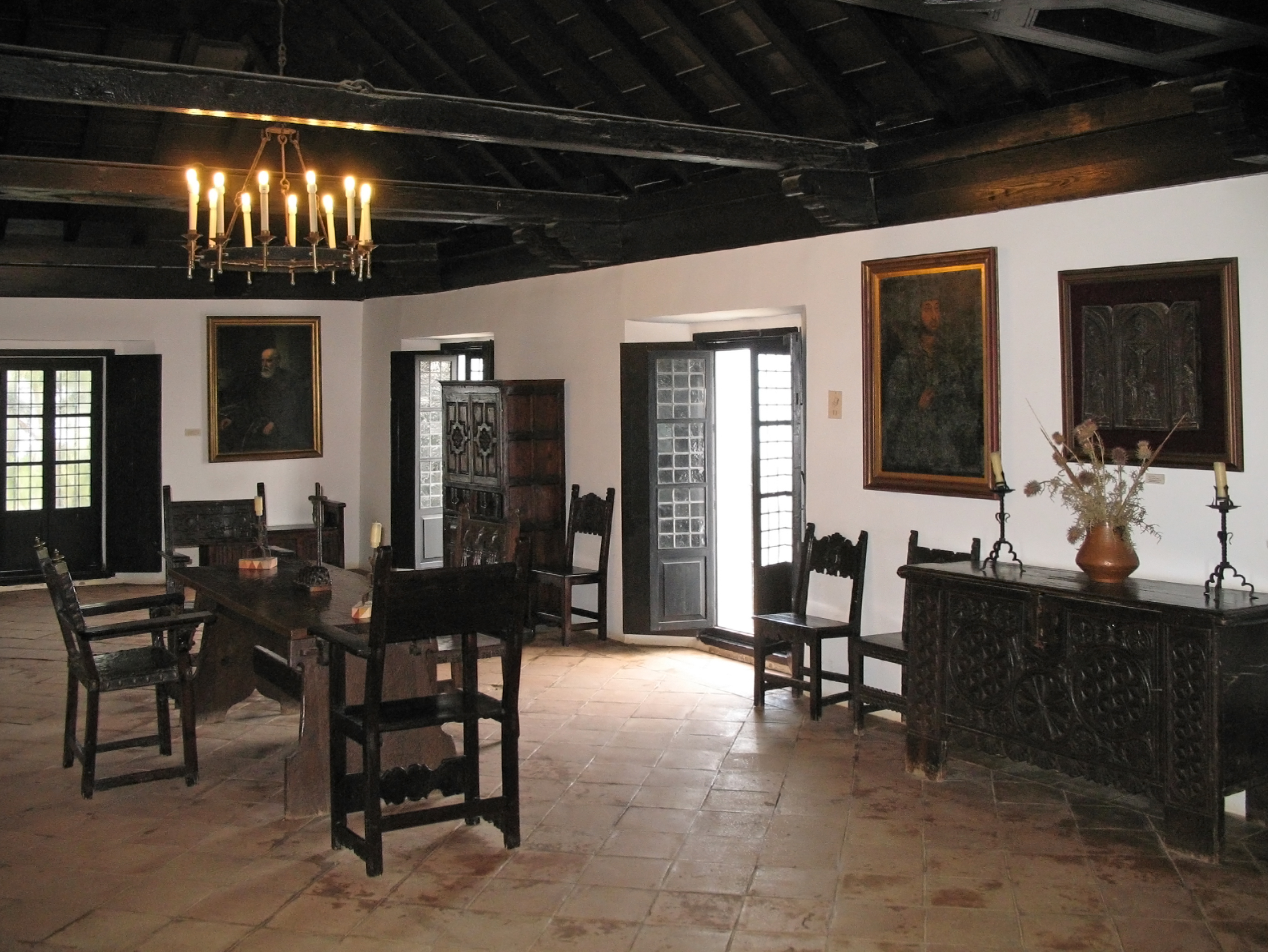
Sala capitular.

És una sala rectangular i àmplia d'aspecte recollit i senzill. Popularment, se li ha donat el nom de Celda del padre Marchena. Es tracta de la cel·la més gran del monestir; alguns colombins sostenen que en aquesta sala hi podria haver hagut algunes de les converses de La Rábida, tant amb fra Antonio de Marchena com amb Pinzón o el físic de Palos Garcí Fernández. Es va reconstruir al segle xvii. Té un bon enteixinat que data del segle xviii; així mateix, completen la sala diverses obres d'art ambientades en els personatges històrics del descobriment: Colom, fra Antonio de Marchena, Martín Alonso Pinzón, Vicente Yáñez Pinzón i d'altres. El 1992, durant la celebració del V Centenari del Descobriment d'Amèrica, va ser utilitzada com a seu d'un Consell de Ministres presidit pel rei Joan Carles I.

### Altres dependències
- La biblioteca guarda documents i objectes de valor històric, com un mapamundi de Juan de la Cosa en el qual apareix per primera vegada la costa americana.
- Hi ha una sala on s'exhibeixen les banderes de cada un dels estats americans i una arqueta que conté terra procedent dels estats esmentats.[31]
- Al voltant d'un petit pati adornat amb nombroses plantes i flors hi ha unes sales decorades amb frescos de colors pastel, obra del pintor espanyol Daniel Vázquez Díaz, realitzades el 1930.[32] Els temes d'aquestes pintures giren al voltant de l'arribada de Colom a La Rábida, la seva expedició descobridora, la partida del port de Palos i altres fets històrics. Són d'un cubisme incipient, estil après per l'autor durant la seva estada a París.

## La Mare de Déu dels Miracles

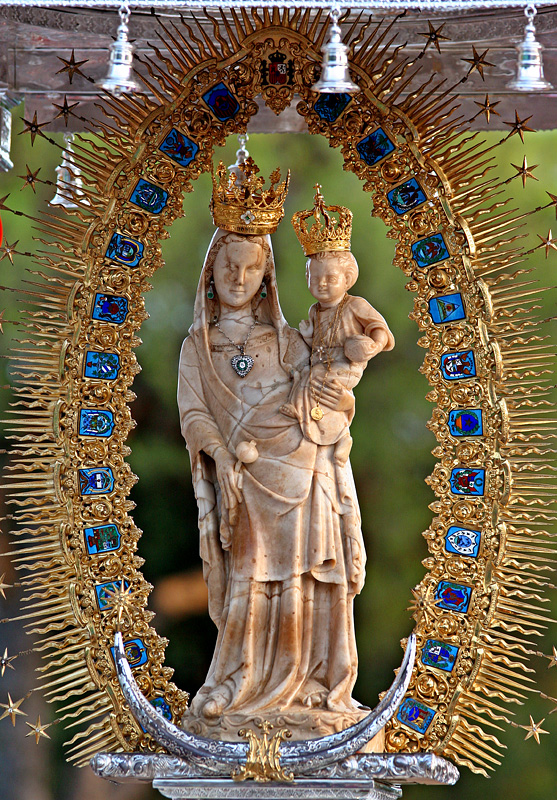
Nostra Senyora dels Miracles. Processó al voltant del paratge de La Rábida durant la romeria
de l'agost.

La Mare de Déu dels Miracles o Santa Maria de La Rábida (Virgen de los Milagros o Santa María de La Rábida), coneguda pels dos noms indistintament, és la patrona del monestir i de Palos de la Frontera. La marededéu és una escultura d'alabastre de mida petita (uns 54 cm), datada al segle xiv. És una mostra del gòtic francès, concretament del manierista, d'un elegant estil normand que imprimeix a la figura una singular curvatura, de manera que canvia d'aspecte quan es varia la perspectiva des d'on es contempla.
Segons una llegenda sense base històrica, aquesta imatge va ser portada en un dels seus viatges per un mariner de Palos de la Frontera i després, en arribar els àrabs, la van amagar al fons de la ria de Huelva. Més tard uns pescadors la van rescatar amb les seves xarxes i la van tornar a l'església del monestir.
Segons documents que s'han conservat a la parròquia de San Jorge Mártir de Palos de la Frontera, en una restauració que es va fer de la imatge de la Mare de Déu al segle xviii hi van trobar restes de sal i de llim marí, com si hagués estat submergida al mar.
Sí que correspon a la història el fet que Colom i part de la tripulació van pregar davant d'aquesta imatge a l'església de sant Jorge hores abans de començar el viatge que els portaria a les costes del Nou Continent.

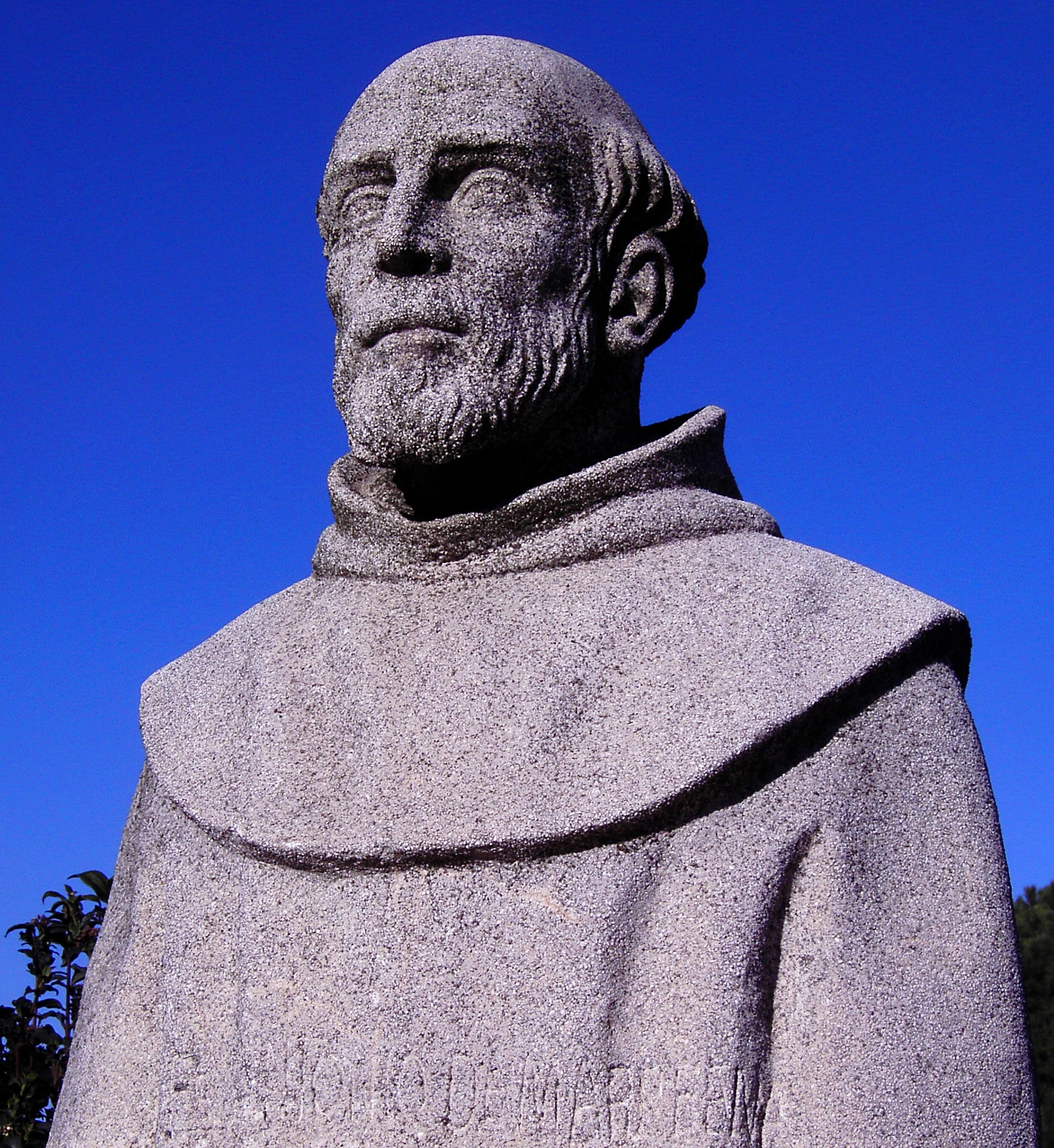
Fra Antonio de Marchena, frare franciscà, que l'any 1484 era custodi de l'ordre. Va rebre Colom quan va visitar el monestir per primera vegada.

Al llarg de la història se li han atribuït múltiples favors i miracles, tant de curacions com de prodigis en favor de la defensa de les costes de la zona d'atacs de pirates. És per això que molt aviat se la va començar a anomenar «dels Miracles», apel·latiu que comparteix amb el seu primitiu i original nom de «de La Rábida».
El 1967 va ser ratificat de forma canònica el patronat que ostentava des d'antic sobre Palos de la Frontera.
La imatge de la Mare de Déu va ser coronada pel Papa Joan Pau II el 14 de juny de 1993. Els padrins de la coronació van ser els reis d'Espanya, Joan Carles I i Sofia, representats en la seva filla la Infanta Cristina. És l'única imatge de la Mare de Déu coronada pel Papa polonès a Espanya. La Mare de Déu també va rebre el títol d'«alcaldessa perpètua de la ciutat».
Cada any, el 4 d'agost és traslladada a Palos de la Frontera, a la parròquia de San Jorge, on passa tot el mes per rebre els honors que li tributen els fidels d'aquesta localitat. El 15 d'agost, coincidint amb la festivitat de l'Assumpció de la Mare de Déu i després de la solemne funció religiosa, es fa una processó en el seu honor pels principals carrers de la localitat. I ja l'últim cap de setmana d'agost és traslladada de nou a La Rábida, i a la rodalia del monestir s'hi fa una típica romeria andalusa. Acaben així els actes que fa la ciutat palerma en honor de la Mare de Déu dels Miracles.

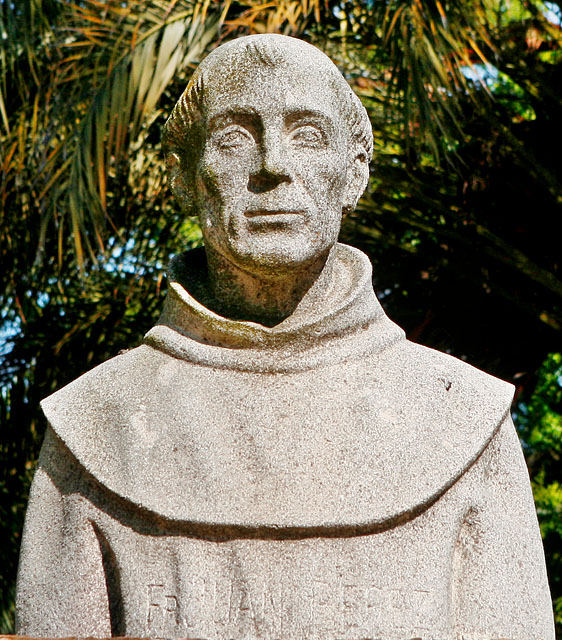
Fra Juan Pérez, frare franciscà de La Rábida que va defensar el projecte de Colom davant la cort i el va posar en contacte amb la marineria local.

## L'entorn del monestir: el paratge de La Rábida

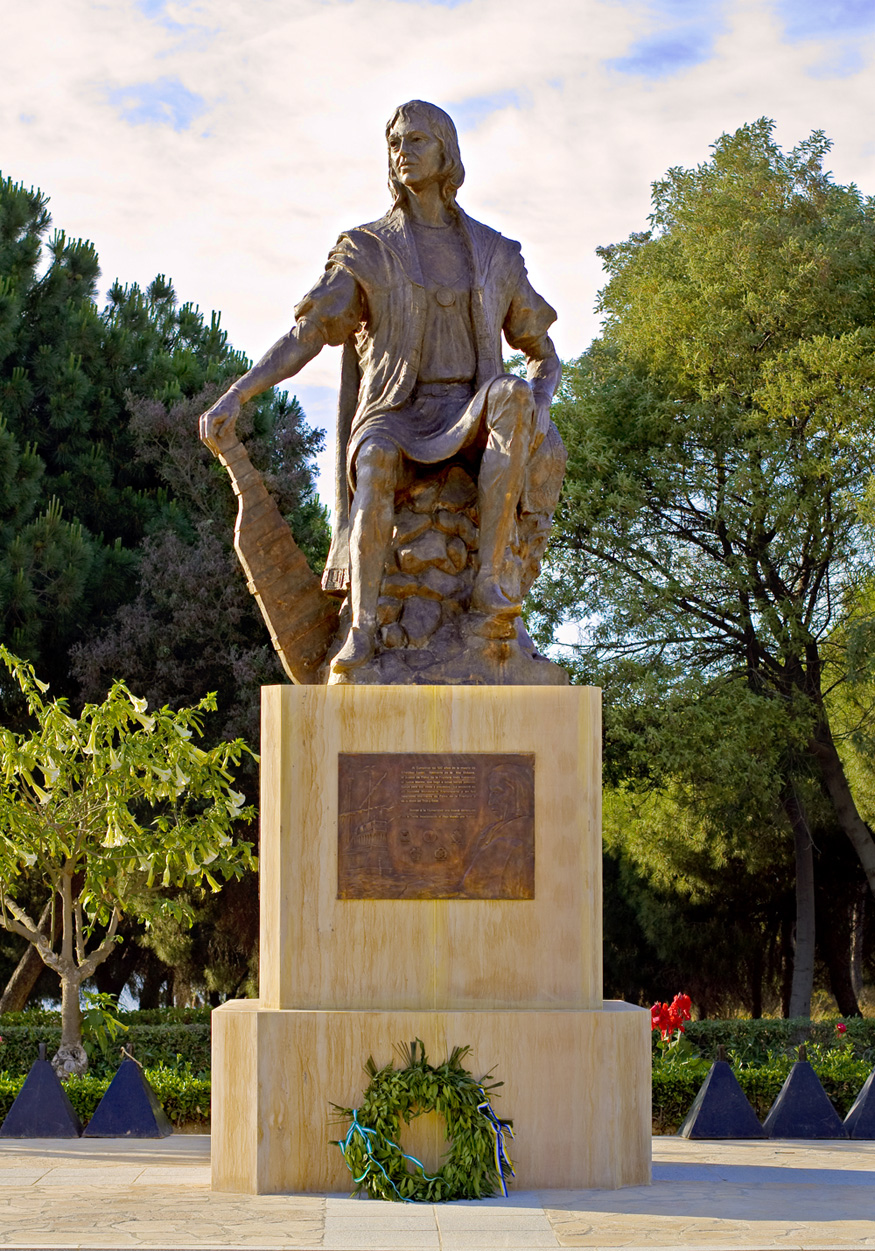
Monument a Cristòfor Colom amb motiu del 500 aniversari de la seva defunció (exterior del monestir).

Davant la porta d'entrada es pot veure una creu de ferro i els bustos dels frares franciscans Juan Pérez i Antonio de Marchena, tots dos obra de l'escultor León Ortega. Al costat de l'entrada de la botiga de records es pot veure una placa de rajoles amb la següent inscripció en castellà:
| « | La Rábida és la primera afirmació del moviment hispanoamericà. El lloc on es va engendrar el Nou Món és sagrat per l'emoció racial. L'espanyol o americà que respiri fondo i elevi el pensament, ¿no ens ajudarà en els nostres propòsits de convertir en amor i pau la força que irradia aquest humil monestir? El Crist davant del qual van pregar Colom, fra Juan Pérez, Marchena i els Pinzón obre els seus braços als homes de totes les creences i de bona voluntat. | » |

Als jardins de l'exterior del monestir hi ha un monument dedicat a l'Almirall Cristòfor Colom, que va ser inaugurat amb motiu de la celebració del 500 aniversari de la seva mort.
En una rotonda situada als jardins es troba la Columna dels Descobridors, obra que es va aixecar per commemorar el IV centenari del descobriment d'Amèrica. És de pedra molt blanca i està tallada amb nombroses figures i escenes sobre el tema de la colonització americana.

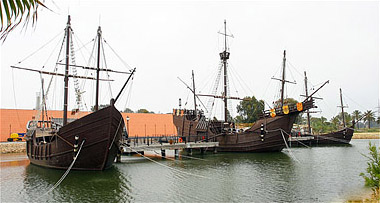
Rèplica de les caravel·les al Moll de les Caravel·les.

Amb motiu de les celebracions del V Centenari del Descobriment d'Amèrica, en l'entorn del monestir s'hi van introduir notables millores, entre les quals es pot destacar la construcció del Foro Iberoamericano, obra dels arquitectes Álvarez Checa i Corbelo. Es tracta d'un teatre a l'aire lliure, de construcció semblant als edificis del món clàssic grecoromà, amb capacitat per 4.000 espectadors i en el qual es fan diversos actes tant musicals com culturals. Amb motiu de l'efemèride també es va construir el jardí botànic José Celestino Mutis, un paratge natural on es pot observar la flora característica d'Iberoamèrica.
Davant el Foro Iberoamericano es va construir el Moll de les Caravel·les, que és un museu on es troben les reproduccions de La Niña, La Pinta i La Santa María que es van construir el 1992 per celebrar el V Centenari del descobriment d'Amèrica. El govern espanyol va fer construir una reproducció de les naus usades per Cristòfor Colom i la resta de l'expedició en el viatge del descobriment. Els tres navilis van formar part de l'Exposició Universal de Sevilla, així com de nombroses exposicions al llarg d'Europa i Amèrica. Des de 1994 el moll està obert al públic, i des de l'any següent hi va haver un notable augment de visitants. Així, l'any 2007 es va assolir el rècord de visites, amb una xifra propera als 200.000 visitants, que situava la mitjana de visites diàries vora les 550 persones.